# L'Évangile selon Satan
 (avril 2015).
Si vous disposez d'ouvrages ou d'articles de référence ou si vous connaissez des sites web de qualité traitant du thème abordé ici, merci de compléter l'article en donnant les références utiles à sa vérifiabilité et en les liant à la section « Notes et références ».
Ne doit pas être confondu avec L'Évangile selon Pilate ou L'Évangile selon Jésus-Christ.
L'Évangile selon Satan est un roman français écrit par Patrick Graham, publié en 2007. Ce roman a pour origine des retrouvailles avec un ami d'enfance qui occupe un poste de protonotaire apostolique au Vatican et qu'il revoit lors d'un voyage à Rome. Au cours de cette soirée, cet ami lui parle des manuscrits interdits de la Chrétienté que l'Église a retrouvé à travers les siècles dans les places fortes de l'hérésie. Des manuscrits maléfiques que les papes ont confié au fil des âges à des ordres contemplatifs chargés de les étudier afin de savoir si ce qu'ils contenaient pouvait s'avérer dangereux pour la Foi.

## Résumé
Dans sa carrière de profileuse au FBI, Marie Parks a vu beaucoup de tueurs en série, mais rarement d'aussi cruels et méthodiques que Caleb le Voyageur. Comme si, venu du fond des âges, il avait été envoyé en mission par Satan lui-même... Ou du moins par ses adorateurs, rassemblés dans une organisation qui semble prête à tout pour retrouver un livre perdu depuis des siècles.
Un livre maudit dont le contenu pourrait renverser l’Église catholique et inaugurer un âge de ténèbres.
Aidée d'un exorciste du Vatican et armée de ses propres dons de médium, Marie Parks est alors la seule à pouvoir contrecarrer les noirs desseins des serviteurs du Très-Bas.
D'elle dépend désormais l'issue de cette bataille entre le bien et le mal...

## Distinction
Le roman a reçu le Prix Maison de la Presse 2007.